# ムンバイ日本人学校
ムンバイ日本人学校（ムンバイにほんじんがっこう、英: Japanese School of Mumbai）は、インド共和国のムンバイにある日本人学校。1971年設立。

## 沿革
1971年、ボンベイ日本人学校としてワーリーに設立される。その後、2011年に一度アンデリーへ移転し、2014年4月に現名称に変更した。その後2016年2月にムンバイ北東部のポワイへと移転した。

## 教育
2008年時点では、メディアルーム、講堂、理科室と7つの教室を有しており、日本人8名、インド人7名の計15名の教師がいた。地理、歴史、数学、理科は日本語で教育がなされ、そのため日本人教員がそれらの教科を担当していた。2008年時点での生徒数は17名であり、一人一台パソコンが支給されていた。
2017年時点でのモットーは、「育てよ大きくのびやかに」であり、教員はインド人4名を含む計13名、生徒数は30名であった。
2023年4月1日時点での生徒数は35名である。